# Wolfair
Wolfair (Wolf Air Transport) war eine kurzlebige ruandische Frachtfluggesellschaft mit Sitz in Kigali. Sie betrieb gebrauchte Transportflugzeuge des Typs Nord Noratlas, die vorher bei der deutschen Luftwaffe im Einsatz gewesen waren.

## Geschichte
Wolfair nahm den Betrieb mit einer gebrauchten Nord Noratlas auf. Die Maschine war eine französische Konstruktion der Firma Nord Aviation und mit Baujahr 1956 in deutscher Lizenzproduktion bei den Vereinigten Flugtechnischen Werken (VFW) und dem Hamburger Flugzeugbau (HFB) gebaut worden (Werknummer D094). 
Beim Lufttransportgeschwader 61 der deutschen Luftwaffe war sie mit dem Kennzeichen KA+105 eingesetzt und trug später die Kennzeichen GC+118 und GC+116, unter anderem beim Lufttransportgeschwader 63, bevor sie zum 1. Januar 1968 auf 52+78 umregistriert wurde. Als D-ACUR sollte sie bei der von Anlagebetrügern gegründeten Elbeflug zusammen mit 22 weiteren Flugzeugen des Typs Noratlas für Frachtcharterflüge genutzt werden.
Daraus wurde nie etwas, und das Flugzeug geriet nach Ruanda, wo unter deutscher Leitung die Wolfair gegründet worden war. Deren Zweck war ebenfalls die Nutzung der Noratlas für Frachtflüge, die dafür besonders gut geeignet war. In Kigali wurde sie mit dem ruandischen Luftfahrzeugkennzeichen 9XR-KH registriert. Spätestens ab 1972 (genaueres Datum derzeit nicht verfügbar) kam die Maschine dann zum Einsatz. Dieses Flugzeug wurde etwa Anfang 1973 von der ebenfalls ruandischen Portalia Air Cargo übernommen.
Eine weitere Noratlas mit der Werknummer D073, ebenfalls Baujahr 1956, war bei der Luftwaffe zuletzt als 52+64 betrieben worden. Als D-ACUV sollte auch sie bei Elbeflug eingesetzt werden, wurde dann aber zunächst als N65171 in die USA verkauft und dort am 27. Juni 1972 registriert. Im Jahr 1973 wurde dieses Kennzeichen wieder gelöscht und das Flugzeug als 9XR-KD in Ruanda registriert.

## Flugziele
Wolfair setzte ihre Noratlas sowohl für Flüge innerhalb von Ruanda ein als auch in andere afrikanische Staaten, z. B. nach Dschibuti.

## Flotte

### Flotte bei Betriebseinstellung
Nord Noratlas 9XR-KD

### Zuvor eingesetzte Flugzeuge
Nord Noratlas 9XR-KH

## Zwischenfälle
Am 18. April 1973 stürzte die Nord Noratlas 2501D der ruandischen Portalia Air Cargo (9XR-KH) beim Start vom Flughafen Dschibuti ab. Kurz nach dem Abheben kam es zu einem Triebwerksausfall, gefolgt von einem Strömungsabriss und dem Absturz nahe dem Startbahnende. Die Maschine sollte im Auftrag der ebenfalls ruandischen Wolfair (Wolf Air Transport) Fracht nach Kigali (Ruanda) bringen. Beide Piloten, die einzigen Insassen des Frachtflugs, überlebten schwer verletzt. Es handelte sich um die ehemalige 52+78 der Luftwaffe.